# ブーゲ (小惑星)
ブーゲ (8190 Bouguer) は小惑星帯に位置する小惑星。ベルギーの天文学者エリック・ヴァルター・エルストがヨーロッパ南天天文台で発見した。
フランスの数学者、天文学者であり、造船工学の先駆者、ピエール・ブーゲに因んで命名された。